# Armèn Djigarkhanian
Armèn Djigarkhanian (armeni: Արմեն Բորիսի Ջիգարխանյան)  (Yerevan, 3 d'octubre de 1935 - Moscou, 14 de novembre de 2020) va ser un actor armeni, soviètic i rus.
Va ser un dels actors de cinema i teatre armenis i russos més coneguts, i va aparèixer en més pel·lícules que qualsevol altre actor rus, amb més de 250 aparicions.

## Biografia
Nascut i criat a Yerevan, Djigarkhanian va començar a actuar als teatres acadèmics i russos de la ciutat, abans de traslladar-se a Moscou per continuar actuant. Des de 1960, va aparèixer en diverses pel·lícules armenies. Es va fer popular a la dècada de 1970 amb els diferents papers que va retratar a pel·lícules soviètiques com Les noves aventures dels venjadors esquivants (1968), la seva seqüela La corona de l'Imperi rus (1971) i The Meeting Place Cannot. Canvia't (1979). Després de gairebé 30 anys a l'escenari del Teatre Maiakovski, Djigarkhanian va ensenyar a la Universitat Gueràssimov de Cinematografia (VGIK) i el 1996 va fundar el seu propi teatre teatral a Moscou.
Amb més de 250 aparicions, Djigarkhanian, un dels actors armenis i russos de cinema i escenari més reconeguts, va aparèixer en més pel·lícules que qualsevol altre actor rus.

## Primers anys de vida
Armen Djigarkhanian va néixer a Yerevan, República Socialista Soviètica d'Armènia, Unió Soviètica el 3 d'octubre de 1935. El seu avi patern, un " tamada professional", provenia d'una família armènia de Tbilisi, la capital de Geòrgia. Es va graduar a una escola secundària russa que portava el nom d'Anton Txékhov. Entre 1953 i 1954, va treballar com a assistent d'operador de càmera a l'estudi estatal Hayfilm.

## Carrera

### Teatre

#### Actor
El 1955, Djigarkhanian va ser admès al Teatre Acadèmic Estatal de Sundukyan. Va estudiar a la classe del director Armen Gulakyan (hy:Արմեն Գուլակյան, ru:Гулакян, Армен Карапетович) fins a 1958. Començant el seu primer any al Teatre Sundukyan, va començar a actuar al Teatre Rus Stanislavski de Yerevan. Hi va romandre més de 10 anys, fins al 1967. A l'únic teatre rus d'Armènia, va interpretar al voltant de 30 papers, sobretot com Vanya Kudryash a The Storm d'Aleksandr Ostrovski, Sergey a An Irkutsk Story d'Aleksei Arbúzov, actor in The Lower Depths de Maksim Gorki. "Des del començament de la seva carrera escènica, Djigarkhanian ha demostrat una versatilitat increïble, tenint èxit en una gran varietat de papers en el repertori clàssic i contemporani, incloent Shakespeare, Tennessee Williams i autors russos moderns.
El 1967, Djigarkhanian es va traslladar a Moscou per fer una carrera al Teatre Lenkom. Va començar a actuar sota la direcció d'Anatoly Efros, però, van treballar junts durant un breu període. Djigarkhanian va retratar Molière a La càbala dels hipòcrites de Mikhaïl Bulgàkov. Després de la marxa d'Efros, a Djigarkhanian se li van donar més papers, però no volia continuar actuant en un teatre sense el director que va buscar en primer lloc.
El 1969, Djigarkhanian es va unir al Teatre Maiakovski de Moscou per recomanació d'Andrey Goncharov. Hi va treballar fins al 1996 i durant gairebé 30 anys va ser "el seu actor principal". Va aparèixer per primera vegada en el paper de Levinson a The Rout d'Aleksandr Fadéiev. Els seus papers posteriors inclouen Stanley Kowalski a Un tramvia anomenat Desig de Tennessee Williams. Com que la majoria dels seus papers eren protagonistes, va passar a retratar diversos papers antagònics.
La representació de Sòcrates que va fer Djigarkhanian a les Converses amb Sòcrates d'Edvard Radzinski el 1975 va ser aclamada per la crítica i el va convertir en un dels "actors més interessants i forts de l'escena contemporània". Durant les dècades de 1970 i 1980, Djigarkhanian va aparèixer amb menys freqüència als escenaris i amb més freqüència a les pel·lícules i es va fer conegut al públic soviètic més ampli. Fins i tot amb un nombre reduït d'aparicions a l'escenari, tots els papers de Djigarkhanian es van convertir en objecte de discussió. Els millors papers d'aquest període inclouen Big Daddy a La gata sobre la teulada de zinc calenta de Tennessee Williams, Lord Bothwell a Vivat de Robert Bolt ! Viva Regina!, Neró al Teatre d' Edvard Radzinski en temps de Neró i Sèneca i altres.

#### Director

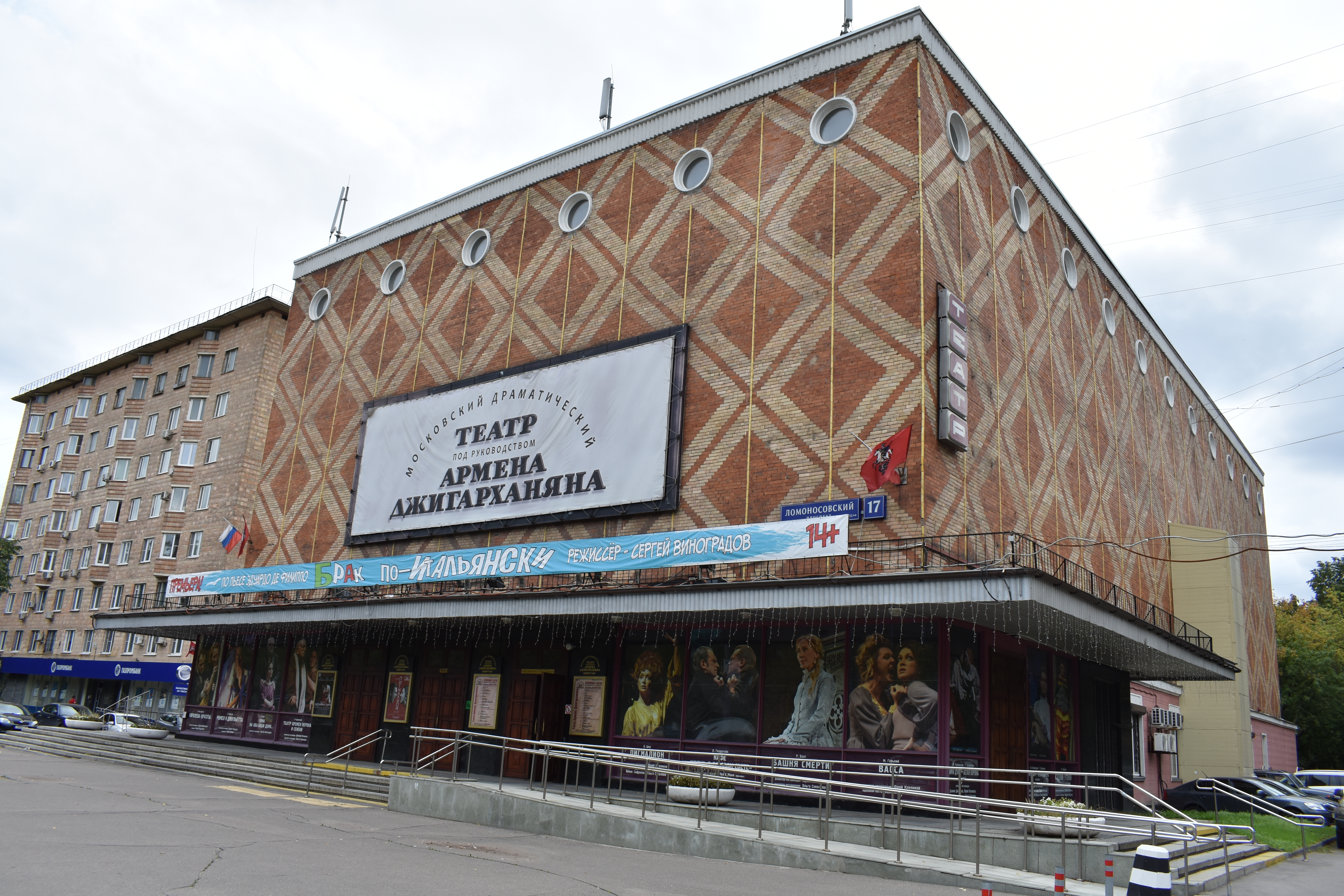
El teatre Djigarkhanian de Moscou

Entre 1989 i 1997, va ensenyar a l'Institut Gerasimov de Cinematografia (VGIK), l'escola estatal de cinema de Rússia.
A mitjans de la dècada de 1990, Djigarkhanian va decidir crear un teatre que reuniria els seus estudiants a VGIK. El març de 1996, Djigarkhanian va fundar el seu propi teatre anomenat "D" i actualment anomenat "Teatre dramàtic de Moscou dirigit per Armen Djigarkhanian" (Московский драматический театр пода рустр пода руково). El seu teatre ha posat en escena diverses obres famoses, com ara Krapp's Last Tape de Samuel Beckett i The Homecoming de Harold Pinter.
Djigarkhanian també ha dirigit companyies combinades i ha interpretat els papers de General a El jugador de Fiódor Dostoievski i el personatge principal de Filumena Marturano d'Eduardo De Filippo al Lenkom Theatre.

### Cinema
Djigarkhanian va debutar al cinema a la pel·lícula Landslide (Obval) de 1960 com Akop. Va "impressionar als espectadors amb la seva inspirada representació del físic" a Hello, That's Me de Frunze Dovlatyan ! (Barev Yes Em, 1966) com Artem Manvelyan. "Li va donar renom nacional i va iniciar una carrera a la pantalla extremadament prolífica". Usta Mukuch, el paper d'un vell ferrer que va crear a Triangle (Yerankyuni, 1967) dirigida pel famós director armeni Henrik Malyan, va obrir el camí a desenes de pel·lícules en dècades posteriors.
Més tard va aparèixer en diverses pel·lícules emblemàtiques, com ara com a capità Ovechkin a The New Adventures of the Elusive Avengers (1968) d'Edmond Keosayan i The Crown of the Russian Empire, or Once Again the Elusive Avengers (1971). La comèdia de 1973 The Men, dirigida per Edmond Keosayan, es va convertir en una de les pel·lícules armènies més emblemàtiques del període soviètic final i avui, una estàtua dels seus personatges principals es troba al centre de Yerevan. A principis de la dècada de 1970, Djigarkhanian s'havia convertit en un dels actors de cinema soviètics més populars que va aparèixer en més de 200 papers, que cobrien tots els gèneres, des de la comèdia situacional fins a l'aventura històrica, el drama psicològic, el thriller i l'adaptació literària de qualitat, passant sense esforç de l'entreteniment trivial a art sofisticat. A la minisèrie de televisió de cinc parts The Meeting Place Cannot Be Changed (1979), protagonitzada pel favorit de tots els temps Vladímir Vissotski, Djigarkhanian va interpretar a un Vor v zakone, cosa que el va fer més popular entre el públic soviètic general. També va aparèixer en un paper principal a l'obra conjunta franco-soviètica Teheran 43 (1981) al costat de Claude Jade com la seva misteriosa jove amant i Curd Jürgens com el seu advocat.

## Vida personal
Djigarkhanian es va casar tres vegades. A principis dels anys 60, es va casar en secret amb Alla Vanovskaya, una actriu del Teatre Rus Stanislavski de Yerevan. La seva filla Yelena va néixer l'any 1964 i va morir als 23 anys l'any 1987 per asfixia mentre dormia, perquè va deixar el motor del cotxe en marxa. La seva segona parella, Tatiana Vlasova, també va ser actriu al Teatre Stanislavski de Yerevan. maig es van casar oficialment, però van començar a viure junts el 1967, quan es van traslladar junts a Moscou. Tatiana ara resideix a Dallas, Texas, i treballa com a professora de rus en una universitat. Djigarkhanian la visitava sovint. La seva tercera dona era 43 anys més jove que ell.

## Malaltia i mort
En els últims anys de la seva vida, Djigarkhanian va patir una mala salut. Va ser hospitalitzat el març de 2016 i gener de 2018. L'abril de 2018 va tornar a ser hospitalitzat després d'un atac de cor i va caure en coma. Djigarkhanian va morir a Moscou el 14 de novembre de 2020. La causa de la mort va ser una aturada cardíaca per insuficiència renal i altres malalties cròniques. Els presidents de Rússia Vladímir Putin i Armènia Armèn Vardani Sarkissian el primer ministre armeni Nikol Paixinian i l'alcalde de Moscou Sergey Sobyanin van emetre missatges de condol.

## Reconeixement

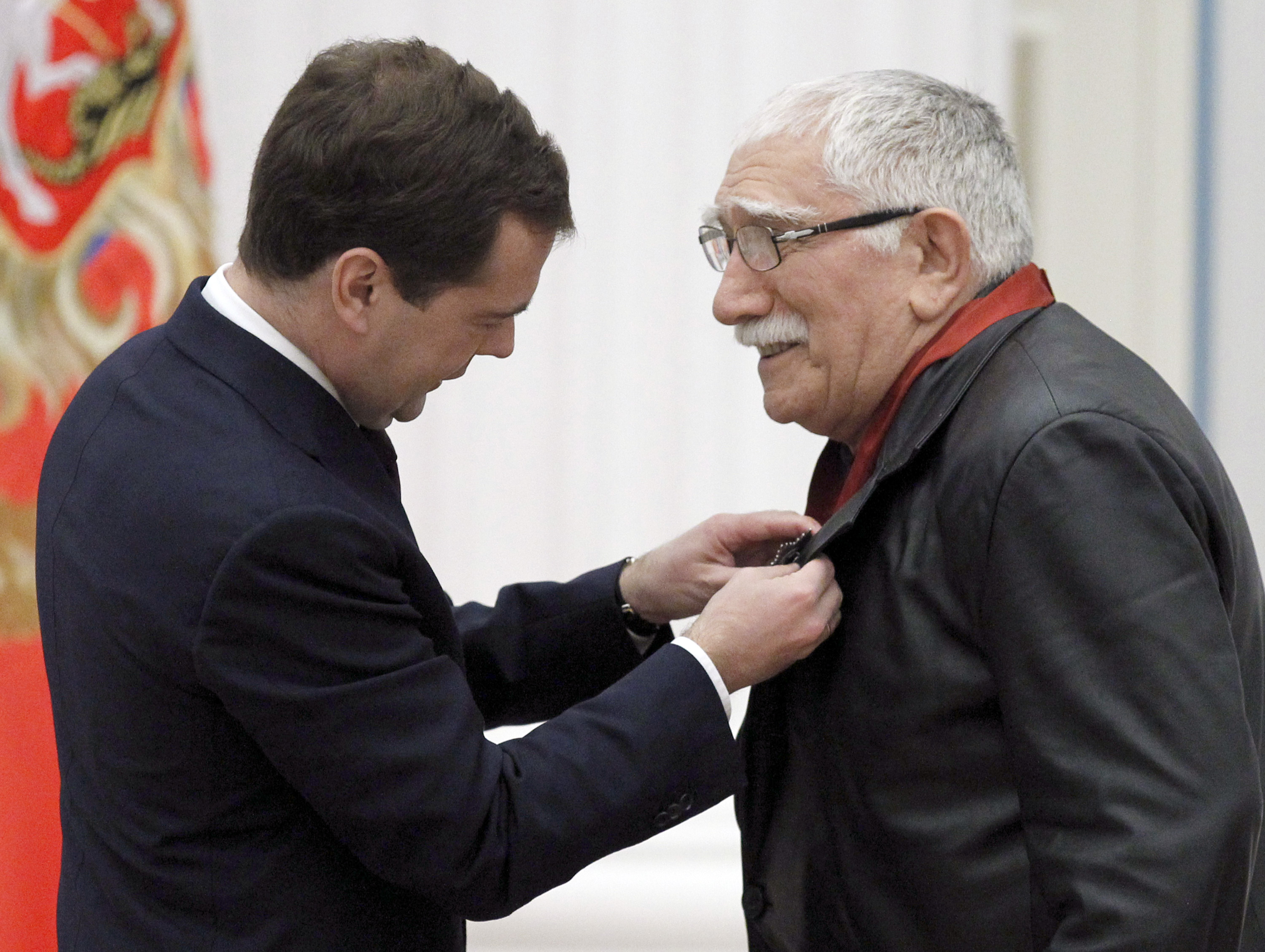
Djigarkhanian guardonat pel president rus Dmitri Medvédev, 2010

Djigarkhanian va ser un dels actors russos més populars i reconeguts de la seva generació, tant al cinema com al teatre. Nóvaia Gazeta, un dels setmanaris més grans de Rússia, va descriure Djigarkhanian com una "marca diferent" en el teatre i el cinema russos i la seva veu com "una marca viva a part". Segons Peter Rollberg, professor de llengües eslaves, estudis cinematogràfics a l’Elliott School of International Affairs, "els personatges de Djigarkhanian solen distingir-se per l'estoïcisme, la ironia i una força interior tranquil·la, irradiant un encant aspre que només ha crescut amb l'edat".
Amb la mort de Frunzik Mkrtxian (1993), Khoren Abrahamian (2004) i Sos Sargsian (2013), Djigarkhanian va ser l'últim actor armeni important de l'era soviètica.
En la seva felicitació d'aniversari el 2005, el segon president d'Armènia, Robert Kotxarian, va declarar que la "gran popularitat" de Djigarkhanian es deu "al [seu] talent i treball devot". Kocharian va dir a més que "[el seu] art s'ha convertit en un estàndard peculiar d'enriquiment mutu de les cultures armènia i russa". El 2010, el president d'Armènia (2015-2018), Serj Sargsian, va descriure l'artista com "una de les figures destacades del cinema modern" que té "un talent i un encant il·limitats". Sargsian va afirmar que "La nació armènia està orgullosa de tu". L'any 2010, el president rus Dmitri Medvédev va concedir a Djigarkhanian l'Orde "Per al mèrit a la Pàtria" i va declarar:
| « | Durant dècades, heu donat al públic el vostre talent i el públic agraït us respon amb amor sincer. Heu interpretat diversos papers memorables, cadascun dels quals és un exemple de domini de la professió. Avui, energia creativa inesgotable, la capacitat d'integrar persones amb talent per ajudar-vos en el vostre treball amb la companyia d'un dels teatres de Moscou més populars en l'educació de la generació més jove d'actors | » |

El 2012, l'alcalde de Moscou, Sergei Sobianin, va felicitar Djigarkhanian pel seu aniversari i el va descriure com "un actor destacat i un director de talent" que "al llarg de molts anys de servei a l'escenari i la pantalla va fer una gran contribució al desenvolupament de la cultura russa".

### Registre
Diverses fonts afirmen que Djigarkhanian està inclòs al Guinness World Records com l'actor rus amb més aparicions al cinema (a partir de 2013), ja que ha actuat en més de 250 pel·lícules (300 segons RIA Novosti). Tanmateix, el lloc web del Guinness World Records no proporciona aquestes dades per país. En referència a la gran quantitat de pel·lícules en què ha aparegut, el destacat compositor armeni soviètic Aram Khatxaturian va declarar una vegada: "[Sempre que] engegueu la planxa, Djigarkhanian és allà!" L'actor Valentin Gaft ha escrit un epigrama en una referència humorística a la seva gran quantitat d'aparicions: "Hi ha menys armenis al món, / que hi ha pel·lícules on ha aparegut Djigarkhanian" (Гораздо меньше на земле армян, / Члелд мы м ф, Члелд мо фи Джигарханян.)

### Premis
Unió Soviètica
- Artista popular de l'URSS (1985)[30]

Rússia
- Artista popular de la RSFSR (1973)[30]
- Orde "Per Mèrit a la Pàtria", III classe (1995)[31]
- Orde "Per Mèrit a la Pàtria", classe IV (2005)[32]
- Orde d'Alexandre Nevski (2006)[33]
- Crystal Turandot (Хрустальная Турандот), Màxim Premi de Teatre de Moscou (2010)[34]
- Orde "Per Mèrit a la Pàtria", II classe (2010)[35]

Armènia
- Artista popular de l'RSS d'Armènia (1977)[30]
- Orde de Sant Mesrop Mashtots (1996)
- Ciutadà d'honor de Yerevan (2001)[36]
- Orde d'Honor d'Armènia (2010)[37]

## Filmografia
| Curs | Pel·lícula | Paper                      | Nota |
| ---- | --- | -------------------------- | ---- |
| 1966 | Hola, sóc jo! (Здравствуй, это я!) | Artyom Manvelyan           |      |
| 1967 | Triangle (Треугольник) | Usta Mukuch                |      |
| 1968 | Les noves aventures dels venjadors elusius (Новые приключения Неуловимых)                                                                    | el capità Ovetxin          |      |
| 1971 | La corona de l'Imperi rus, o una vegada més els venjadors (Корона Российской Империи, или Снова Неуловимые)                                  | el capità Ovetxkin         |      |
| 1972 | La gavina (Чайка) | Ilya Afanasievitx Shamraev |      |
| 1973 | Els homes (Мужчины) | Ghazaryan                  |      |
| 1975 | Hola, sóc la teva tia! (Здравствуйте, я ваша тётя!)                                                                                          | El jutge Criggs            |      |
| 1976 | Quan arriba setembre (Когда наступает сентябрь)                                                                                              | Levon Pogosyan             |      |
| 1978 | El gos al pessebre (Собака на сене) | Tristany                   |      |
| 1979 | El lloc de trobada no es pot canviar (Место встречи изменить нельзя)                                                                         | Geperut                    |      |
| 1980 | Rafferty (Рафферти) | Tommy Farichetti           |      |
| 1981 | Teheran 43 (Тегеран 43) | Max Richars                |      |
| 1982 | Gikor (Гикор) | Bazaz Artem                |      |
| 1986 | El crit del dofí | majordom                   |      |
| 1988 | L'Apòstol XIII | David                      |      |
| 1989 | Dues fletxes. Detectiu de l'edat de pedra (Dве стрелы. Детектив каменного века)                                                              | Cap de la tribu            |      |
| 1990 | Passaport (Паспорт) | Semyon Klein               |      |
| 1992 | El temps és bo a Deribasovskaya, torna a ploure a la platja de Brighton (На Дерибасовской хорошая погода, или На Брайтон-Бич опять идут дож) | Katz                       |      |
| 1992 | Rei blanc, reina vermella (Белый король, красная королева)                                                                                   | Makeev                     |      |
| 1993 | Somnis (Сны) | Doctor                     |      |
| 1995 | Quin desastre! (Ширли-мырли) | Kozyulski                  |      |
| 2008 | La millor pel·lícula (Самый лучший фильм) | El secretari de Déu        |      |
| 2008 | El somriure de Déu o la història d'Odessa (Улыбка Бога, или Чисто одесская история)                                                          | Filipp Olxanski            |      |
| 2009 | Oh home afortunat! (О, счастливчик!) | L'avi Ramiz                |      |
| 2009 | Hamlet. Segle XXI (Гамлет. XXI i) | enterramorts               |      |

Veu
- Hi havia un gos (Жил-был пёс, 1982) - El llop
- Formula of Love (Формула любви, 1984) — Conte Cagliostro (interpretat per Nodar Mgaloblishvili)
- L'illa del tresor (Остров сокровищ, 1988) - John Silver
- Cars (Тачки, 2006) — Doc Hudson (doblatge rus)
- Up (Верх, 2009) — Carl Fredricksen (doblatge rus)
- L'Alisa sap què fer! (Алиса знает, что делать!, 2013–2016)[38]